# Haus Venauen

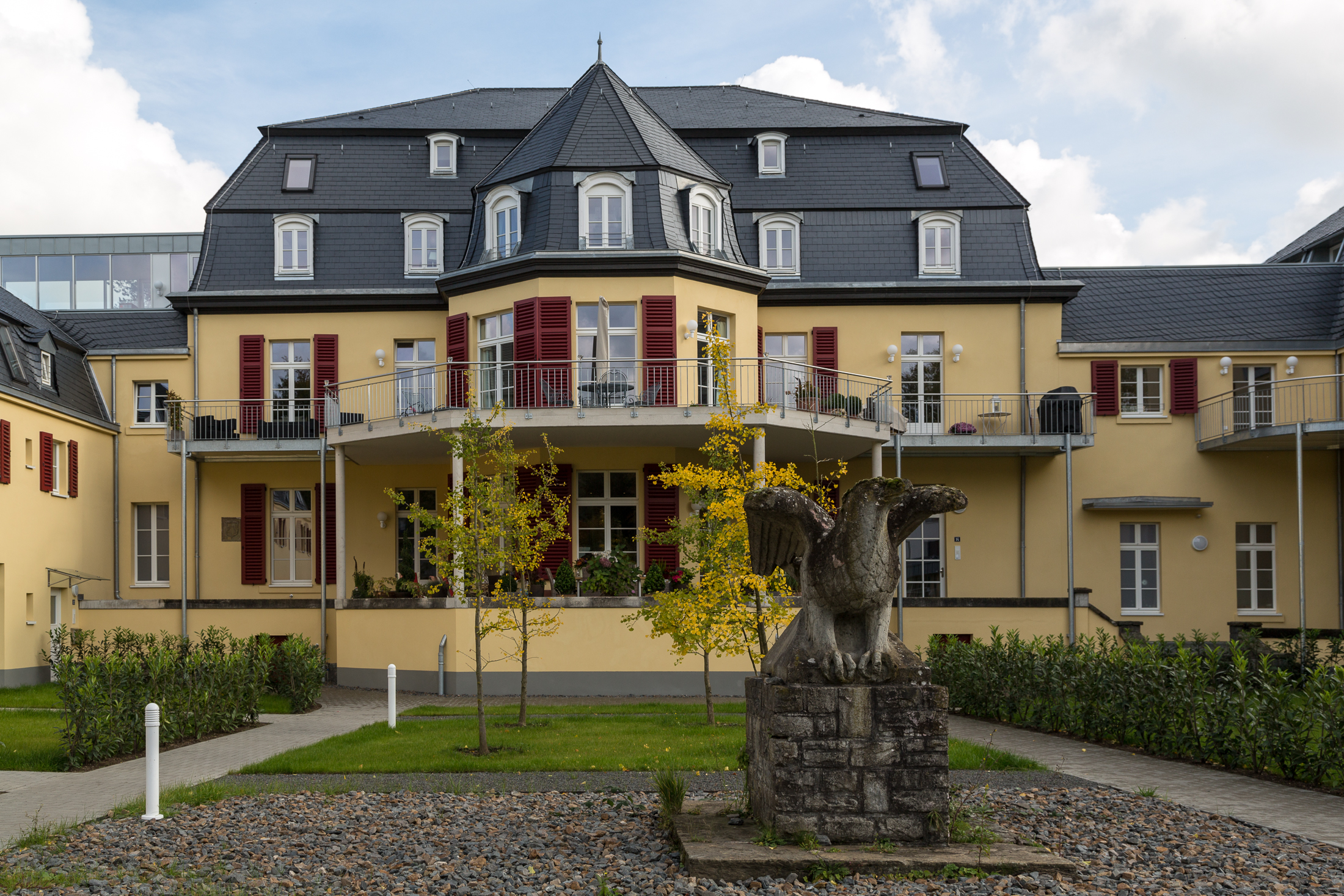
Haus Venauen; Innenhof mit Adlerskulptur

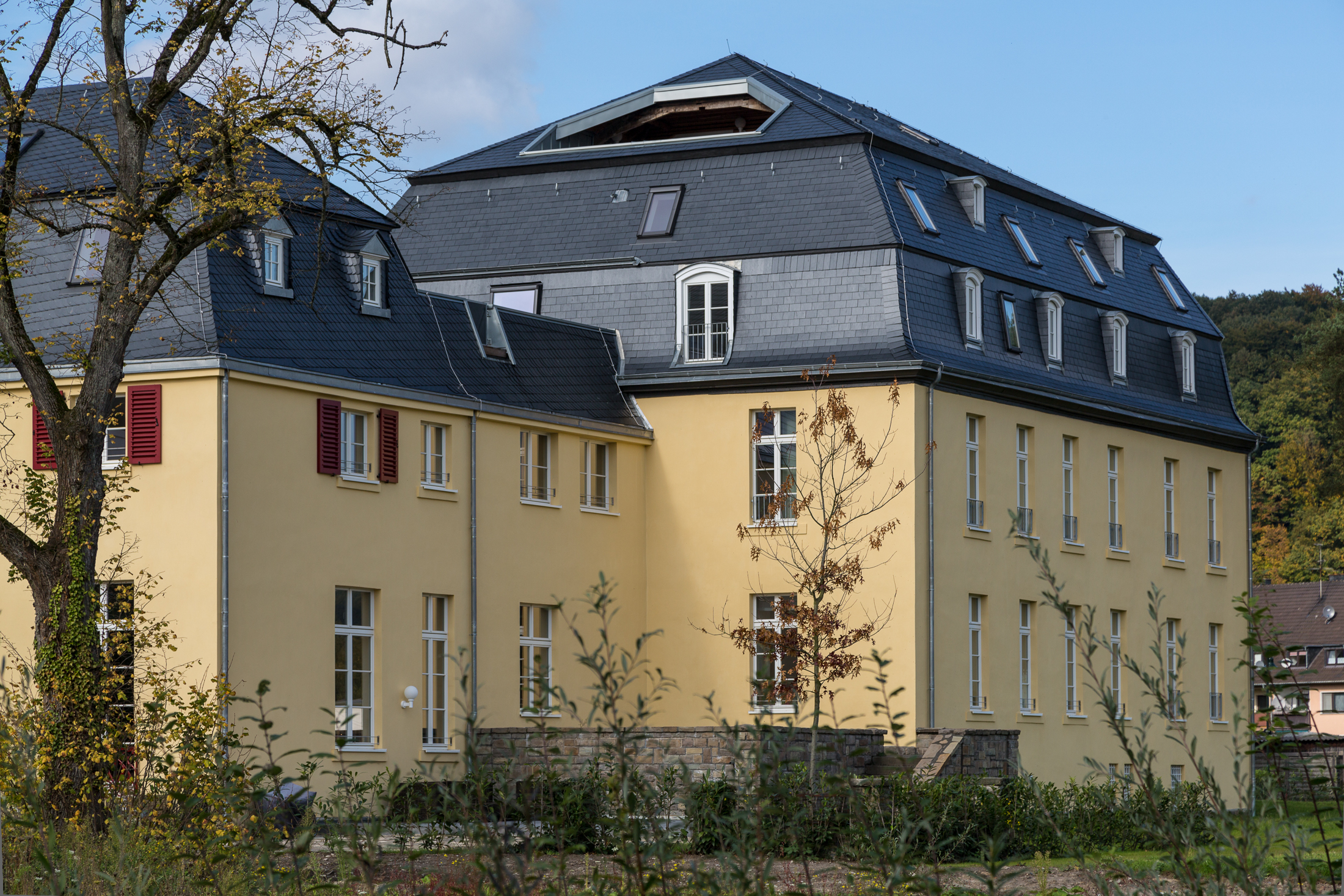
Rückwärtige Ansicht von Haus Venauen

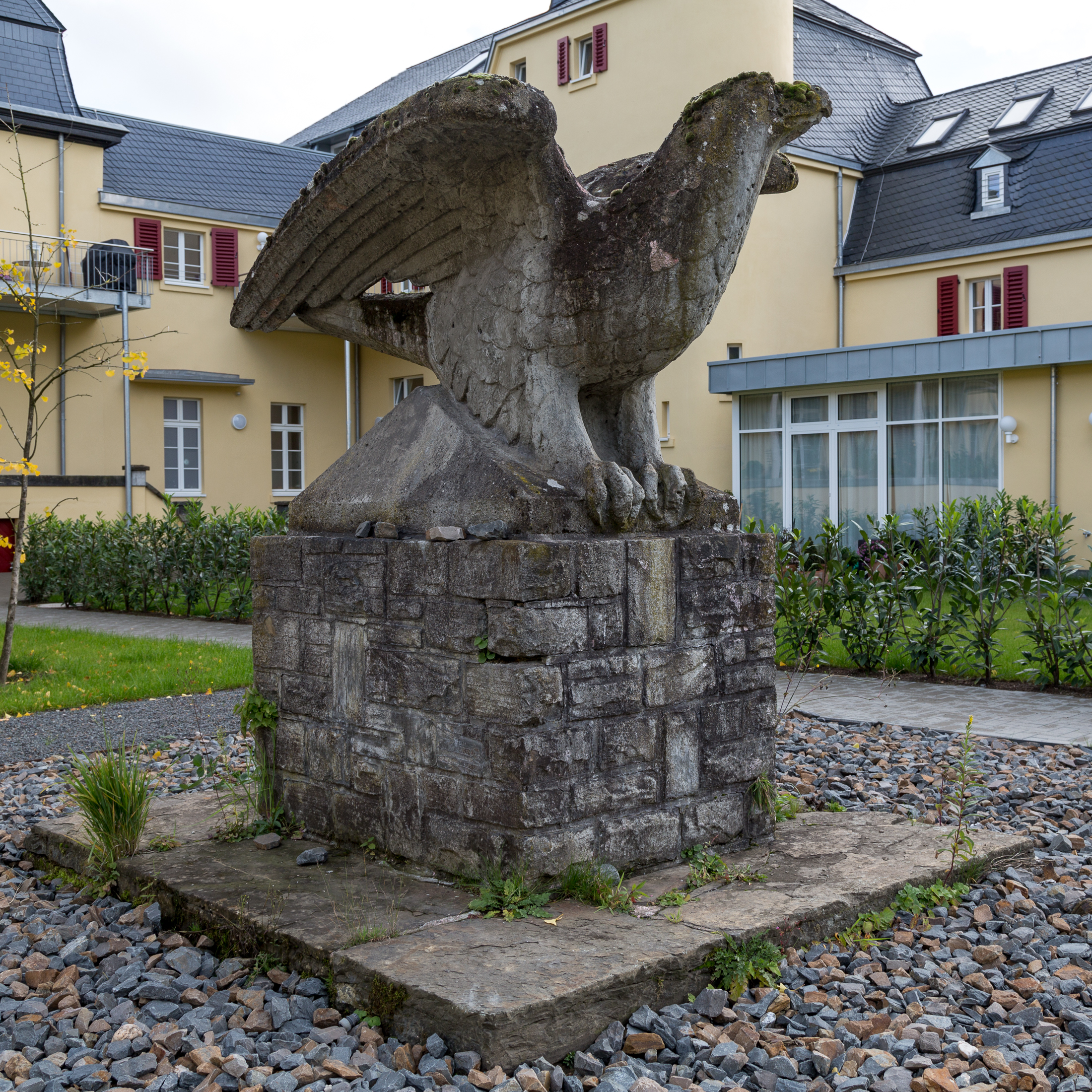
Skulptur im Innenhof

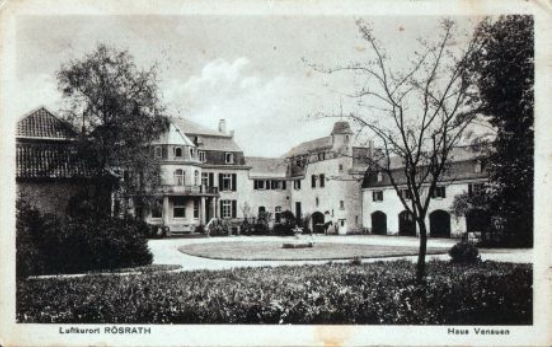
Haus Venauen; Postkarte von 1915

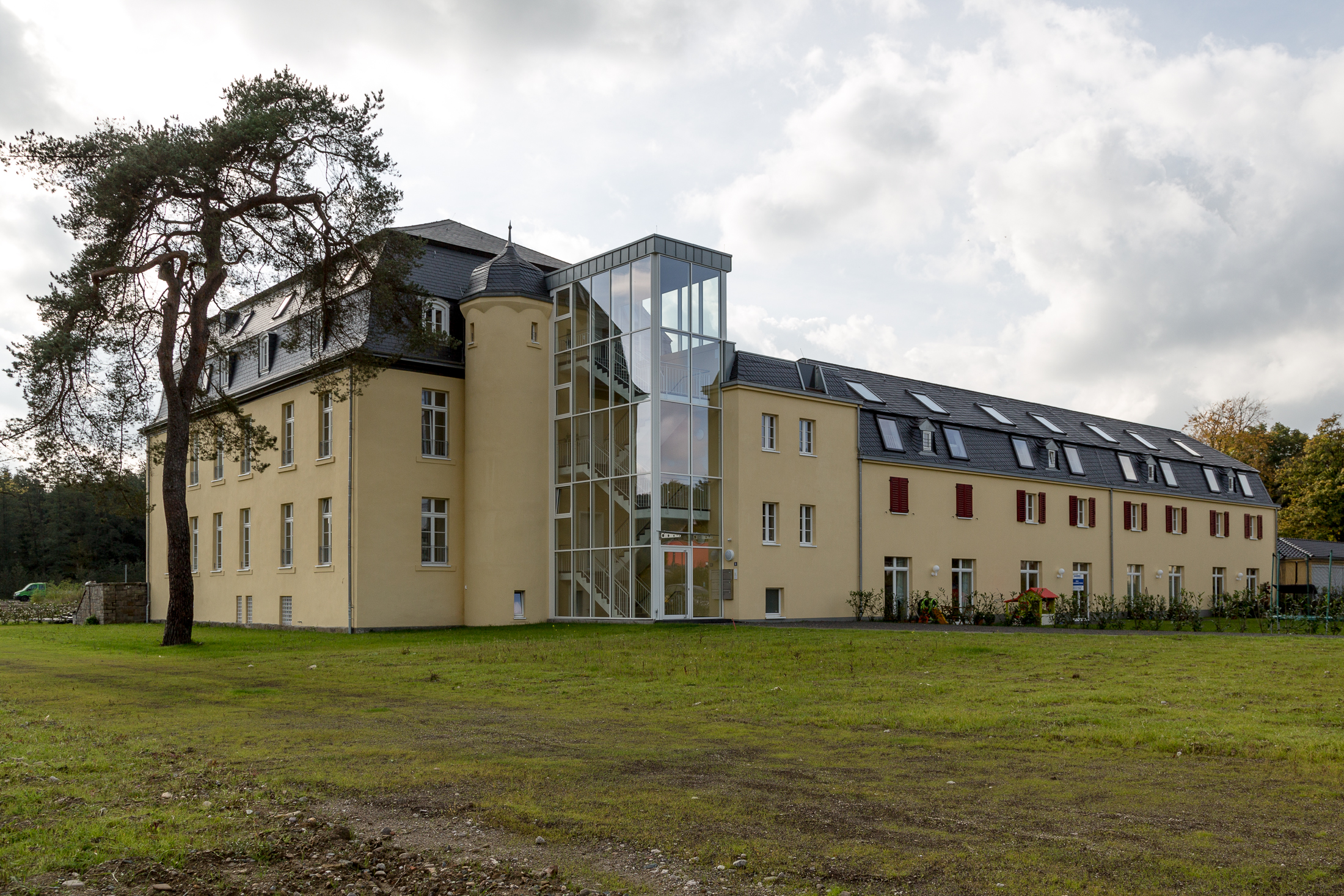
Haus Venauen von der Rettungswache Rösrath aus gesehen.

Das Haus Venauen ist ein ehemaliger Adelssitz in Rösrath, dessen Ursprünge ins Jahr 1555 zurückreichen. Das Gebäude steht unter Denkmalschutz und wurde nach einer umfassenden Restaurierung baulich in Eigentumswohnungen umgewandelt.

## Geschichte
1555 hat Peter von Bellinghausen einen Bau bei Finawen (Venauen) begonnen. Finawen bedeutet sumpfige Aue. Die Sülz fließt in 150 Meter Entfernung vorbei. 1596 wird erwähnt, dass Venauen allodial war, also keinem Lehnsverband unterstand. Von 1617 bis 1638 erscheint Venauen auf den Ritterzetteln als landtagsfähiges Gut. 1669 ging Venauen in den Besitz der Familie Bertolf von Belven über, Nachfahren des Aachener Bürgermeisters Johann Bertolf und seiner Frau Nese Polleyn von Kettenis auf Gut Belven. Um 1670 erfolgte unter Johann Karl Bertolf von Belven ein Umbau des Hauses, der in den Grundzügen dem Bauzustand entsprach, der bis zum Beginn des 20. Jahrhunderts bestand.
Ein weiterer Dynastiewechsel brachte Venauen in den Besitz der Familie von Francken. Der erste Herr von Venauen aus dieser Familie war der kurkölnische Major Johann Werner von Francken (1706–1769), der letzte Karl Philipp von Francken (1784–1814). Von seinen Baulichkeiten her war der Adelssitz für eine agrarisch orientierte Besitzstruktur ausgelegt. Davon zeugen die beiden Seitenflügel der Anlage mit ihren ausschließlich landwirtschaftlichen Nutzräumen. Aus dem im 19. Jahrhundert durchaus bescheiden wirkenden Haus Venauen, in dem sich nun vornehmlich bürgerliche Besitzer abwechselten, wurde erst ein wirklich repräsentatives Gebäude, als es Felix Mayer übernahm. Zusammen mit seiner Ehefrau Kathinka geb. Neven DuMont ließ er es 1907 durch den Kölner Architekten Heinrich Müller-Erkelenz im Zeitgeschmack des so genannten Heimatstils zu einer großbürgerlichen Villa umgestalten, die er selbst als Rittergut bezeichnete.
Von 1938 bis 1945 wurde das Bauwerk für eine Gauschule der Nationalsozialistischen Volkswohlfahrt genutzt. Ab 1950 wurde auf dem Areal ein belgisches Internat und Gymnasium untergebracht (französisch Athénée Royal). Während die Jungen ihre Schlafräume in Venauen hatten, waren die Mädchen zunächst im nahe gelegenen Schloss Eulenbroich untergebracht. Bis 1963 wurde das Atheneum von einem Französisch sprechenden Präfekten geleitet. Der Sprachenstreit zwischen Flamen und Wallonen hatte auch Auswirkungen auf das Rösrather Atheneum. 1963 bestanden die Flamen auf der Einrichtung einer gesonderten niederländischsprachigen Sektion. Bis 1966 wurde dann der flämische Teil komplett ins Bensberger Schloss ausgelagert.
Nach dem Abzug der Belgier 2003 gab es Planungen für einen Gewerbestandort und ein Altenpflegeheim. Von 2004 bis 2012 wurde ein Nebengebäude von der Martin-Luther-King-Schule (Förderschule des Rheinisch-Bergischen Kreises mit dem Schwerpunkt emotionale und soziale Entwicklung) belegt.
Von 2012 bis 2013 wurde der Gebäudekomplex vollständig renoviert und in 17 Eigentumswohnungen umgewandelt.

## Adlerskulptur
Die Adlerskulptur im Innenhof ist ein Relikt der nationalsozialistischen Vergangenheit des Anwesens. Als Gauschule der Nationalsozialistischen Volkswohlfahrt war das Schloss entsprechend dem „Indoktrinationsanspruch“ des Regimes ausgestaltet worden. Dazu gehörte auch die zur Einweihung der Gauschule 1938 aufgestellte Adlerskulptur. Die Skulptur gehört heute zu den denkmalgeschützten Teilen von Haus Venauen. Auf Anregung des Geschichtsvereins Rösrath soll eine Informationstafel über die historische Vergangenheit dieser Skulptur aufklären.

## Denkmalschutz
Das Haus wurde als Baudenkmal Nr. 23 in die Liste der denkmalgeschützten Bauwerke der Stadt Rösrath aufgenommen.

## Rezeption
Das Haus wurde im November 2013 als "Denkmal des Monats" der Öffentlichkeit präsentiert. Mit dem Anspruch, die Anliegen des Denkmalschutzes und der lokalen Geschichtsforschung ins Bewusstsein der Bürger zu rücken, rückt das „Denkmal des Monats“ jedes Jahr zehn Denkmäler oder denkmalwürdige Objekte der Stadt Rösrath ins Licht der Öffentlichkeit. Die Auswahl der Denkmäler erfolgt durch ein Gremium, bestehend aus Vertretern des Stadtrates, der Stadtverwaltung, des Geschichtsvereins Rösrath sowie einem fachkundigen Bürger.